# Proterorhinus tataricus
Proterorhinus tataricus es una especie de peces de la familia de los Gobiidae en el orden de los Perciformes.

## Morfología
Los machos pueden llegar a alcanzar los 9,2 cm de longitud total.

## Hábitat
Es un pez de clima templado y demersal.

## Distribución geográfica
Se encuentra en Europa: río Chornaya (Crimea, Ucrania).

## Observaciones
Es inofensivo para los humanos. 